# Roy Blijden
Elebert (Roy) Blijden (14 december 1944 – Aruba, 23 december 2022) was een Nederlands honkballer.
Blijden kwam uit voor de Storks uit Den Haag in de hoofdklasse. In 1969 maakte hij deel uit van het Nederlands honkbalteam tijdens de Europese kampioenschappen van dat jaar, waarbij Nederland de titel won. Na zijn actieve carrière bleef Blijden als coach bij de sport betrokken. Tot 2005 was hij de coach van het eerste damessoftbalteam van de Storks.
Blijden overleed aan kanker.